# Glyptothorax
Glyptothorax – rodzaj ryb sumokształtnych z rodziny Sisoridae.

## Klasyfikacja
Gatunki zaliczane do tego rodzaju:
| - Glyptothorax alaknandi - Glyptothorax anamalaiensis - Glyptothorax annandalei - Glyptothorax armeniacus - Glyptothorax ater - Glyptothorax botius - Glyptothorax brevipinnis - Glyptothorax buchanani - Glyptothorax burmanicus - Glyptothorax callopterus - Glyptothorax caudimaculatus - Glyptothorax cavia - Glyptothorax chimtuipuiensis - Glyptothorax chindwinica - Glyptothorax conirostris - Glyptothorax coracinus - Glyptothorax cous - Glyptothorax davissinghi - Glyptothorax deqinensis - Glyptothorax dikrongensis - Glyptothorax dorsalis - Glyptothorax exodon - Glyptothorax filicatus - Glyptothorax fokiensis - Glyptothorax fucatus - Glyptothorax fuscus - Glyptothorax garhwali - Glyptothorax gracilis - Glyptothorax granosus - Glyptothorax granulus - Glyptothorax hainanensis - Glyptothorax honghensis - Glyptothorax horai - Glyptothorax housei - Glyptothorax indicus - Glyptothorax interspinalus - Glyptothorax jalalensis - Glyptothorax jayarami - Glyptothorax kashmirensis - Glyptothorax ketambe - Glyptothorax kudremukhensis - Glyptothorax kurdistanicus - Glyptothorax laak - Glyptothorax lampris - Glyptothorax lanceatus - Glyptothorax laosensis - Glyptothorax lonah | - Glyptothorax longicauda - Glyptothorax longinema - Glyptothorax longjiangensis - Glyptothorax macromaculatus - Glyptothorax madraspatanus - Glyptothorax major - Glyptothorax malabarensis - Glyptothorax manipurensis - Glyptothorax minimaculatus - Glyptothorax minutus - Glyptothorax naziri - Glyptothorax nelsoni - Glyptothorax ngapang - Glyptothorax nieuwenhuisi - Glyptothorax obliquimaculatus - Glyptothorax obscurus - Glyptothorax pallozonus - Glyptothorax panda - Glyptothorax pectinopterus - Glyptothorax platypogon - Glyptothorax platypogonides - Glyptothorax plectilis - Glyptothorax poonaensis - Glyptothorax prashadi - Glyptothorax punjabensis - Glyptothorax quadriocellatus - Glyptothorax rugimentum - Glyptothorax saisii - Glyptothorax schmidti - Glyptothorax scrobiculus - Glyptothorax siamensis - Glyptothorax silviae - Glyptothorax sinensis - Glyptothorax steindachneri - Glyptothorax stocki - Glyptothorax stolickae - Glyptothorax strabonis - Glyptothorax striatus - Glyptothorax sufii - Glyptothorax sykesi - Glyptothorax telchitta - Glyptothorax trewavasae - Glyptothorax trilineatus - Glyptothorax ventrolineatus - Glyptothorax zanaensis - Glyptothorax zhujiangensis |